# UFC Fight Night: Hendricks vs. Thompson
UFC Fight Night: Hendricks vs. Thompson var en MMA-gala som arrangerades av Ultimate Fighting Championship och ägde rum 6 februari 2016 i Las Vegas i USA.